# Marcel de Jong
Marcel de Jong (* 15. Oktober 1986 in Newmarket, Ontario) ist ein ehemaliger kanadisch-niederländischer Fußballspieler. Er  spielte unter anderem in der Major League Soccer für die Vancouver Whitecaps, in der Bundesliga für den FC Augsburg und war kanadischer Nationalspieler.

## Biographie
Marcel de Jong wurde als Sohn niederländischer Eltern in Kanada geboren und zog mit seiner Familie im Alter von vier Jahren in die Niederlande nach Valkenswaard in der Provinz Noord-Brabant. Dort begann er bei VV De Valk mit dem Fußballspielen. 1996 wechselte er in die Jugendabteilung der PSV Eindhoven. Am 20. August 2004 gab er für Helmond Sport sein Profidebüt in der Eerste Divisie, der zweithöchsten niederländischen Spielklasse. 2006 wechselte er zum Eredivisie-Klub Roda JC Kerkrade. 2008 erreichte er mit Roda das Finale um den KNVB-Pokal, kam bei der 0:2-Niederlage gegen Feyenoord Rotterdam aber nicht zum Einsatz.
De Jong wechselte zur Saison 2010/11 zum damaligen Zweitligisten FC Augsburg, bei dem er einen Zweijahresvertrag unterschrieb. Am 21. August 2010 gab er am 1. Spieltag der Zweitliga-Spielzeit 2010/11 im Spiel gegen den FC Ingolstadt sein Debüt für die Augsburger. Am Saisonende stieg er mit dem FC Augsburg in die Bundesliga auf. Nach viereinhalb Jahren löste der Verein am 28. Januar 2015 seinen Vertrag auf. Am 2. März 2015 schloss sich de Jong dem MLS-Franchise Sporting Kansas City an. Dort gab er am 14. März 2015 im Spiel gegen den FC Dallas sein Debüt.

## Nationalmannschaft
Seit 2003 wurde de Jong regelmäßig in kanadische Auswahlteams berufen. 2003 scheiterte er mit der U-17 in der Qualifikation für die U-17-WM in Finnland. Zwei Jahre später qualifizierte er sich mit der U-20 für die Junioren-WM 2005 in den Niederlanden, bei der er beim Vorrundenausscheiden in allen drei Partien zum Einsatz kam.
Im September 2007 entschied er sich nach der damaligen Regelung der FIFA, nach der ein Spieler bis zu seinem 21. Geburtstag sich für einen Verband entscheiden musste, zukünftig für die kanadische Nationalmannschaft aufzulaufen. Als Hauptgrund nannte er die höhere Wahrscheinlichkeit, nominiert zu werden. Zwei Monate später gab er sein Länderspieldebüt in einem Freundschaftsspiel gegen Südafrika. Bei seiner Teilnahme am CONCACAF Gold Cup 2009 erzielte er beim 2:2 im Spiel gegen Costa Rica sein erstes Länderspieltor.